# توم ماكنيل
توم ماكنيل هو نقابي وسياسي أسترالي، ولد في 9 يونيو 1929 في غلاسكو في المملكة المتحدة، وتوفي في 24 مارس 2020. نشط حزبياً في Western Australian National Party ‏. وقد انتخب Member of the Western Australian Legislative Council ‏ عن دائرة Upper West Province ‏ وقد انضم خلال فترته النيابية (22 مايو 1977 – 21 مايو 1989) للكتلة البرلمانية Western Australian National Party ‏.

## وصلات خارجية
- توم ماكنيل على موقع AustralianFootball.com (الإنجليزية)
- توم ماكنيل على موقع AFLtables.com (الإنجليزية)